# Гартов
Гартов (нім. Gartow) — громада в Німеччині, розташована в землі Нижня Саксонія. Входить до складу району Люхов-Данненберг. Центр об'єднання громад Гартов.
Площа — 28,28 км2. Населення становить 1477 ос. (станом на 31 грудня 2021).